# Antonuccio Camponeschi
Antonuccio Camponeschi (* ca. 1370 in L’Aquila; † 1452 ebendort) war ein italienischer Adliger und Condottiere, Herr von Cittareale, Civitaquana und Tocco, Statthalter von L’Aquila, Vizekönig und Justiziar der Abruzzen.

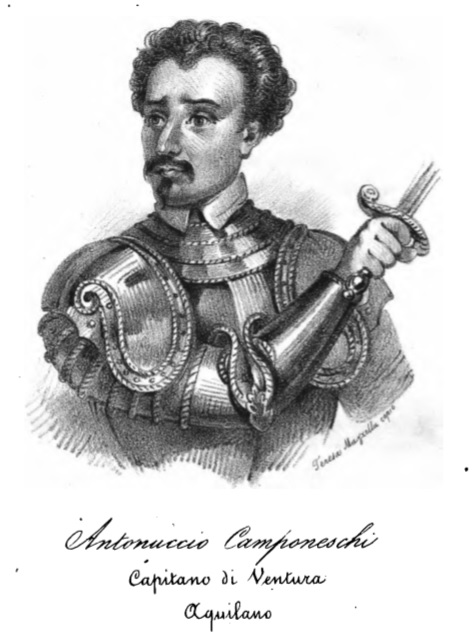
Miniatur von Antonuccio Camponeschi aus
Le vite degli illustri aquilani von Alfonso Dragonetti

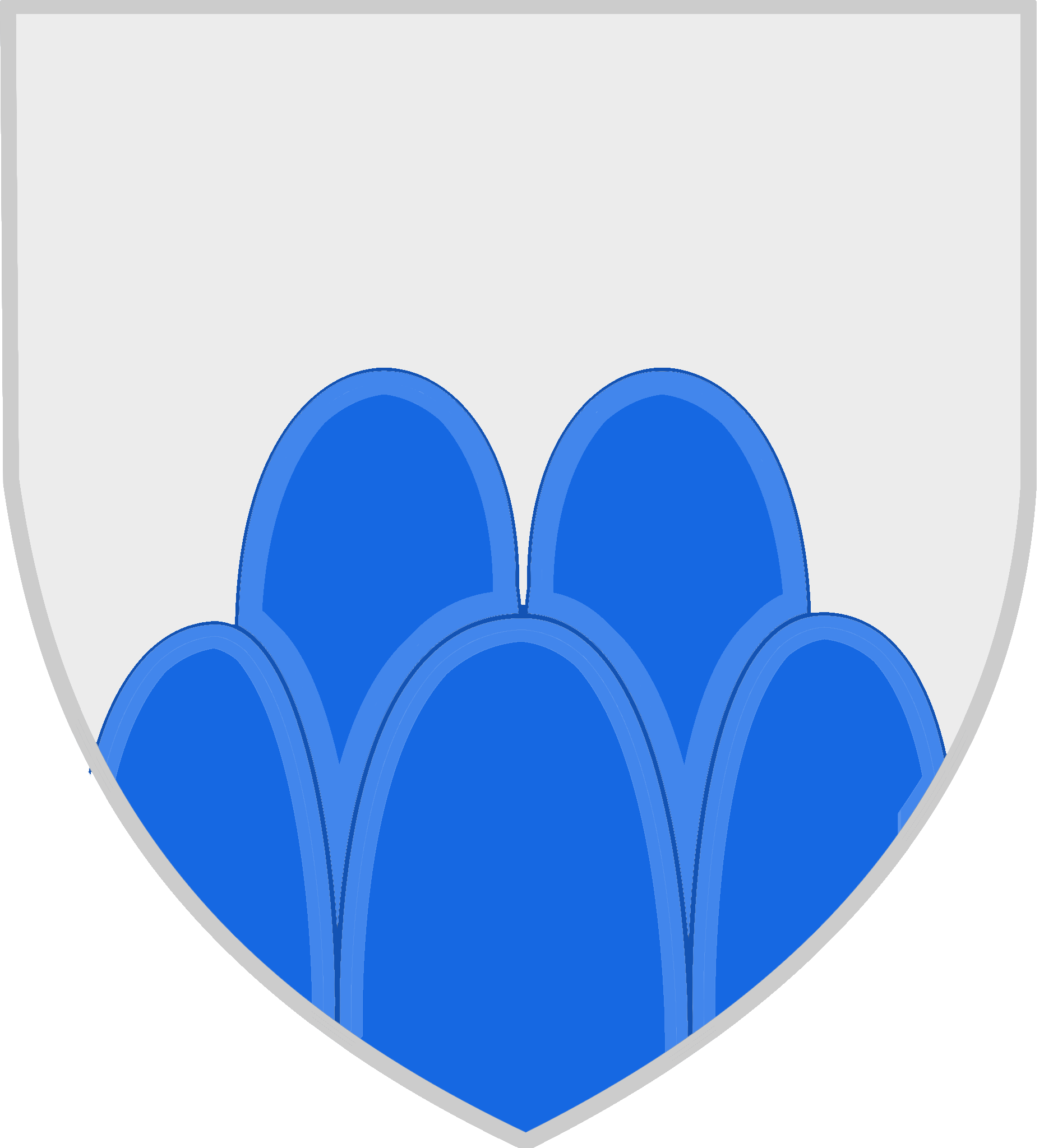
Wappen der Camponeschi

## Leben
Antonuccio Camponeschi wurde um 1370 in L’Aquila als Sohn von Lalle II. Camponeschi, Graf von Montorio, und Elisabetta Acquaviva geboren. Seine Brüder waren Giampaolo, Luigi, Battista, Pirro, Marino, Odoardo und Urbano. Im Jahr 1391 floh er mit seiner Familie nach einem Aufstand, bei dem sein Bruder Marino getötet wurde, aus L’Aquila und suchte Zuflucht in der Burg von Porraniche (in der Nähe des heutigen Prata d’Ansidonia). Von seinen Feinden belagert, wurde er nach einem Friedensvertrag gefangen genommen und den Männern Ludwigs II. von Anjou-Valois zur Hinrichtung übergeben. Seine Anhänger stürmten jedoch das Gefängnis von L’Aquila, in dem er gefangen gehalten wurde, und befreiten ihn. Im folgenden Jahr konnte er mit seiner Familie in die Stadt zurückkehren.
Im Jahr 1398 begleitete er den König von Neapel Ladislaus von Anjou-Durazzo auf seinem Feldzug in Zadar. Als der König im Jahr 1483 nach Ungarn zurückkehren musste, kehrte er zurück und wurde zum Vizekönig der Abruzzen ernannt. Im folgenden Jahr, nachdem er sich von den Anjou distanziert hatte, ging er mit seinem Bruder Francesco ins Exil nach Fermo und schloss sich der Republik Venedig an, wo er die Städte Castelfranco Veneto, Cittadella, Polesine und Padua angriff. 1409 geriet er in einen Hinterhalt. Zusammen mit Niccolò de’ Terzi, Guido Torelli und Carlo da Fogliano begleitete er Ottobuono de’ Terzi nach Rubiera zu einem Treffen mit Niccolò III. d’Este, der seinerseits von Muzio Attendolo Sforza, Michele Attendolo und Uguccione dei Contrari begleitet wurde. Von den drei Letztgenannten töteten die ersten beiden Ottobuono heimtückisch, und in dem darauf folgenden Kampf wurde Antonuccio verwundet und gefangen genommen. Nach kurzer Zeit wurde er freigelassen und kehrte in den Dienst des Königreichs Neapel zurück./>.
Nach dem Tod des neapolitanischen Herrschers Ladislaus, im Jahr 1414, wurde dieser von seinen politischen Gegnern aus L’Aquila verbannt und Obizzo da Carrara von Königin Johanna II. zum Vizekönig ernannt. Die Stadt lehnte sich jedoch gegen ihn auf und rief Antonuccio zurück, der am 23. Mai 1415 triumphierend in L’Aquila einzog. Die Königin schickte daraufhin ein Heer unter dem Kommando von Jacopo Caldora und Muzio Attendolo Sforza, das am 13. Juni auf Antonuccio traf. Camponeschi wurde besiegt und gefangen genommen, aber dank seiner Freundschaft mit Caldora gelang es ihm, seine Freilassung auszuhandeln, die am 30. Juni von der Königin bestätigt wurde. Im folgenden Jahr verteidigte er die Stadt erfolgreich gegen Lordino di Saligny, den Großkonstabler des Königreichs für Jacques II. de Bourbon-La Marche, und wurde so zum unumstrittenen Anführer der Stadt. Im November wurde er nach Kalabrien geschickt, um die von den Bourbonen angezettelten Aufstände niederzuschlagen: er besetzte Catanzaro, Cosenza und Crotone.
Später kehrte er nach L’Aquila zurück und trat wieder in die Dienste der Anjou. Am 7. Mai 1423 belagerte Braccio da Montone L’Aquila und löste damit den Krieg von L’Aquila aus. Antonuccio Camponeschi wehrte zunächst die feindlichen Angriffe auf den Mauernabschnitt gegenüber von Paganica ab, dann die auf die Porta Barete. Nach mehr als einem Jahr, als die neapolitanische Verstärkung unter Jacopo Caldora, jetzt Großkonstabler des Heeres, eintraf und sich die entscheidende Schlacht in der Ebene von Bazzano ihrem Ende näherte, verließ er mit einem massiven Heer die Stadtmauern und griff das Heer von Braccio von hinten an, da Niccolò Piccinino mit seinem Heer die Stellung verlassen hatte. Das feindliche Heer wurde vernichtend geschlagen, Braccio wurde schwer verwundet und starb am 5. Juni 1424. Nach dem Ende des Krieges begab er sich mit Caldora zur Rückeroberung der Lehen, die in den Händen der Söldner von Montone verblieben waren.

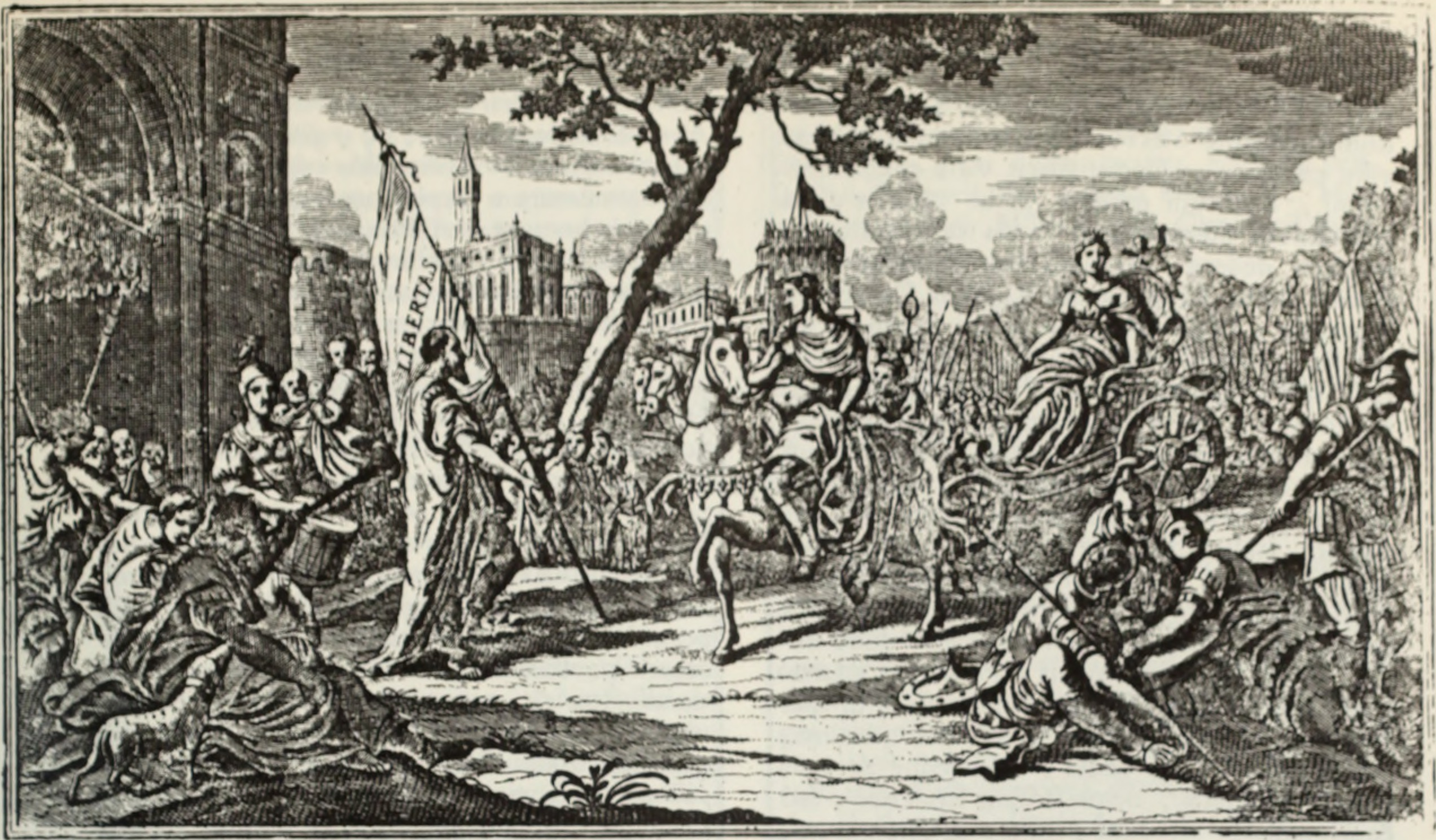
Allegorische Miniatur aus dem Werk Antiquitates italicæ medii ævi des Historikers Ludovico Antonio Muratori, die den prachtvollen Einzug der Königin des Königreichs Neapel Johanna II. von Anjou-Durazzo (rechts, auf einer Sänfte sitzend) in L’Aquila in Begleitung des Großkonstablers Jacopo Caldora (in der Mitte, zu Pferd) und seines Heeres am Ende des Krieges von 1424 gegen Braccio da Montone darstellt. Die Königin und der Condottiere werden von Antonuccio Camponeschi (links, mit der Freiheitsfahne), dem Gouverneur der Stadt, empfangen.

Im November schloss er einen Heeresvertrag mit der Republik Venedig, der eine Dienstzeit von einem Jahr und eine Respektierung von sechs Monaten vorsah. Im Oktober 1425 trat er unter Papst Eugen IV. in den Dienst des Kirchenstaates. Im Jahr 1436 kehrte er in den Dienst des Königreichs Neapel gegen die aragonische Bedrohung zurück und wurde dem Kardinal Giovanni Maria Vitelleschi unterstellt. Gemeinsam mit Raimondo Caldora belagerte er Amatrice und Penne. Nachdem er erneut die Seiten gewechselt hatte, griff er Pescara, Chieti und Sulmona an.
Im Juli 1442 marschierte der König von Neapel, Alfons V. von Aragón mit seinem Heer in die Abruzzen ein, nahm Antonuccios Frau Giovannella Pappacoda gefangen, die sich zu diesem Zeitpunkt in Tocco aufhielt, und verlangte von L’Aquila, das sich zu diesem Zeitpunkt fest in der Hand der Camponeschi befand, dass es sich ihm ergebe und ihm die Treue schwöre. Antonuccio gelang es jedoch, die Stadt zu halten, und erst am 6. Oktober erhielt der König die Erlaubnis, allein und ohne Geleitschutz in L’Aquila einzuziehen, um die Verwaltungs- und Finanzautonomie der Stadt zu bestätigen und Antonuccio den Titel eines magister iusitiarius zu verleihen, der ihm die volle Kontrolle über die Stadt überließ. Von der aragonesischen Krone erhielt er die Lehen Gerace und Sinopoli und eroberte für Alfons Mileto und erneut Cosenza.
Antonuccio Camponeschi starb 1452 in L’Aquila.